# Prillwitzer Idole

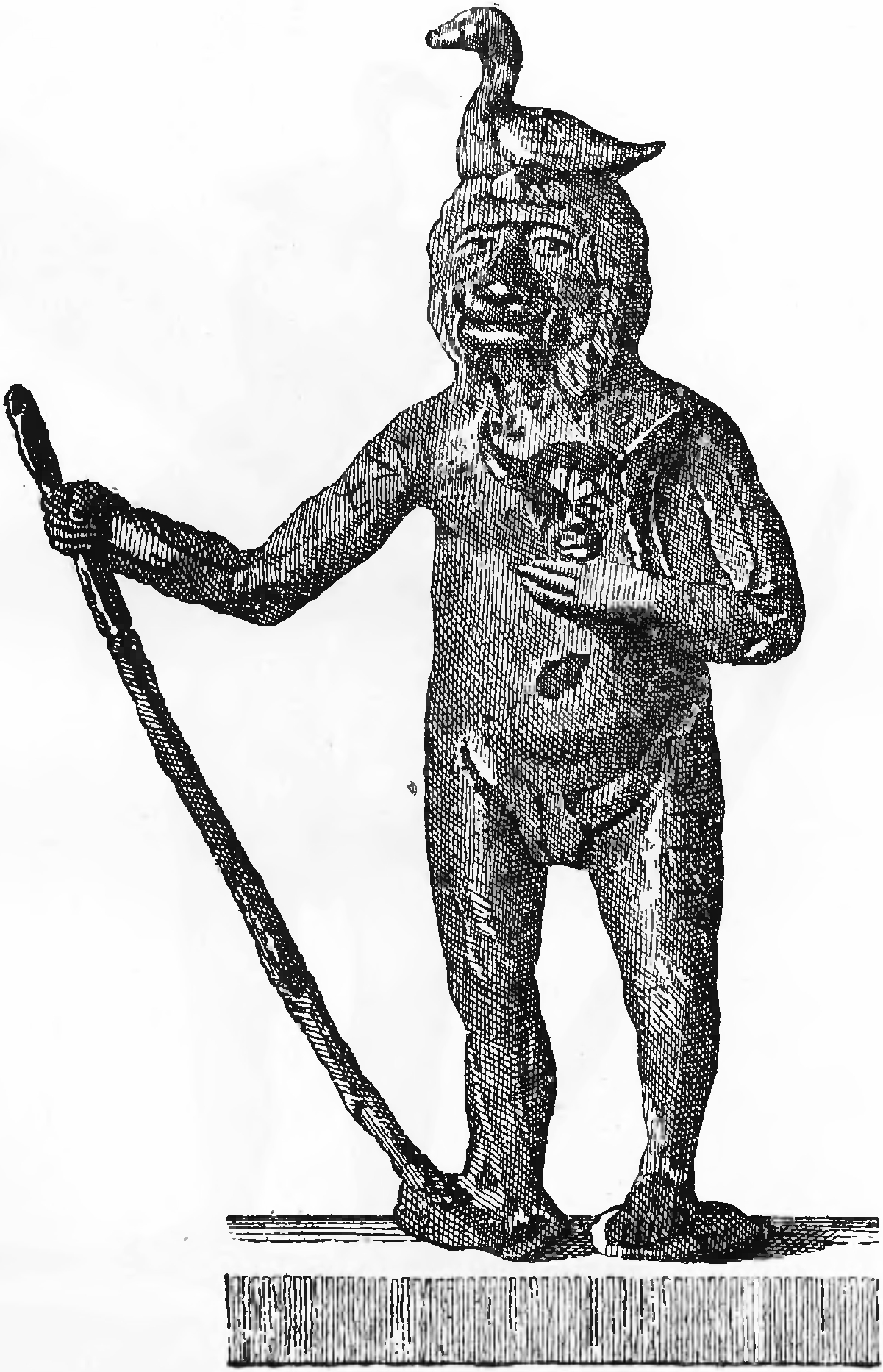
Historische Abbildung eines bronzenen Prillwitzer Idols

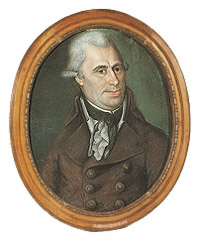
Porträt Gideon Sponholtz (1745–1807). Regionalmuseum Neubrandenburg

Bei den Prillwitzer Idolen handelt es sich um mehrere Dutzend Bronzeskulpturen und bronzene Reliefplatten aus der Mitte des 18. Jahrhunderts. Sie sind zugleich bemerkenswerte künstlerische Innovationen ihrer Hersteller wie auch geschickte Fälschungen, sollten sie doch den Anschein erwecken, mit dem historischen Ort Rethra in Verbindung zu stehen.
Die Lokalisierung von Rethra, dem bei Thietmar von Merseburg erwähnten mittelslawischen Heiligtum des 11. Jahrhunderts, war über Jahrhunderte ein bevorzugtes Ziel nordostdeutscher Geschichtsforschung. Im Jahr 1768 tauchten im Besitz der alteingesessenen Goldschmiedefamilie Sponholtz in Neubrandenburg zunächst eine, dann noch weitere kleine, mit Runen beschriftete Bronzefiguren auf, die man für slawische Götzenbilder hielt. Den Angaben der Besitzer zufolge stammten diese Bronzen aus einem Bodenfund, den ein Vorfahr der Sponholzfamilie (angeblich) beim Pflanzen eines Baumes im Pfarrgarten in Prillwitz gemacht hatte. Diese Figuren versetzten die norddeutsche Gelehrtenwelt in helle Aufregung, denn unter den (angeblich) wendischen Runen war vielfach das Wort „Rethra“ zu lesen und Prillwitz galt zu dieser Zeit allgemein als Stätte des sagenumwobenen Heiligtums. Zunächst erwarb der Neubrandenburger Arzt und Antiquitätensammler August Friedrich Christian Hempel (1737–1804) 35 dieser Figuren. Später gelangten 22 weitere, neue Götzenfiguren in den Besitz der Herzöge von Mecklenburg-Strelitz. Gideon Sponholz (1745–1807), jüngster Spross einer Neubrandenburger Goldschmiedefamilie, Privatier und ebenfalls Antiquitätensammler, galt seither als Geschichtsexperte. Er richtete in Neubrandenburg ein erstes, privates Museum ein und durfte mit herzoglicher Genehmigung Schatzgrabungen durchführen.
Der regierende Herzog Karl II. von Mecklenburg-Strelitz sah in den Prillwitzer Idolen einen genealogiegeschichtlichen Glücksfall. Er versuchte, mit den Artefakten eine obotritische Ahnenlinie seines Herzogtums zu begründen. Der Neustrelitzer Hofmaler Daniel Woge wurde beauftragt, die Figuren in einer Kupferstichsammlung zu dokumentieren. Das fertige Werk „Gottesdienstliche Alterthümer der Obotriten aus dem Tempel zu Rethra am Tollenze-See“ widmete Karl seiner Schwester, der Königin von England. In einem Begleittext erweckte der Neustrelitzer Superintendent Andreas Gottlieb Masch den Eindruck, der Ausgrabungsort sei ein „nordisches Herculaneum“.  Die Prillwitzer Idole waren jahrelang Gesprächsthema beim europäischen Hochadel. Im Sommer 1794 kam der polnische Graf Jan Potocki auf seiner Reise durch Mecklenburg in das archäologische Kabinett des Gideon Sponholz, um hier die „Reste des Slawenthums“ zu studieren. Er publizierte die Sammlung in der ein Jahr später auf Französisch verfassten Reisebeschreibung „Voyage dans quelques parties de la Basse-Saxe pour la recherche des antiquités Slaves etc.“ Die preußische Königin Luise ließ sich nach dem Vorbild der Idole ein Diadem und ihre Schwester Friederike Ohrspangen anfertigen. Karl II. betrachtete die Parklandschaft um Prillwitz und seinen benachbarten Landsitz Hohenzieritz mit einer großen Zahl von bronzezeitlichen Hügel- und Kastengräbern als eine Art archäologischen Park.
1803 erwarb Herzog Karl die Sponholzsche Sammlung und stellt diese im (alten) Gutshaus von Prillwitz aus. Goethe zeigte ebenfalls großes Interesse an den mecklenburgischen Altertümern. Er ließ sich von dem in Mecklenburg reisenden Achim von Arnim darüber berichten. Die Schilderungen von von Arnims Besuch im Prillwitzer Gutshaus verwandte der Dichter 1808 literarisch im zweiten Kapitel seiner Wahlverwandtschaften. Für einen bildlichen Eindruck von der Landschaft kaufte er Caspar David Friedrichs Sepia Hünengrab am Meer für die Sammlung des Weimarer Herzogs an.
Obwohl es von Anfang an Zweifel an der Glaubwürdigkeit der Geschichte und an der Echtheit der nach ihrem angeblichen Fundort „Prillwitzer Idole“ genannten Bronzen gab, sorgten die Stücke bis weit ins 19. Jahrhundert hinein mehrfach für heftigsten Gelehrtenstreit. Friedrich Rühs, Historiker und Professor an der Berliner Universität, veröffentlichte 1816 sein „Handbuch der Geschichte des Mittelalters“, in dem er die Echtheit der Prillwitzer Idole unmissverständlich in Zweifel zieht.
Aufgrund gerichtlicher Untersuchungen und fortschreitender Forschungsmethoden steht seit 1850 fest, dass die „Prillwitzer Idole“ oder wenigstens der überwiegende Teil davon in der Werkstatt der Neubrandenburger Sponholz-Brüder modelliert und gegossen worden sind. Die zuletzt vollständig in landesherrlichen Besitz gelangte Kollektion wurde bis 1945 als Teil der fürstlichen Sammlungen in Neustrelitz gezeigt, galt dann jahrzehntelang als Kriegsverlust und wurde erst gegen Ende der 1980er Jahre wiederentdeckt. Heute gehören die Stücke zum Sammlungsbestand des Mecklenburgischen Volkskundemuseums Schwerin-Mueß, sind jedoch nicht Teil der ständigen Ausstellung dort.
Die Prillwitzer Idole wirken mit ihrer willkürlichen Zusammenstellung unterschiedlicher Stilelemente eher skurril. Ihre Entdeckungsgeschichte ging als Jahrhundertfälschung in die Geschichte Mecklenburgs ein.
Vor einigen Jahren ließ sich Daniel Spoerri durch die Prillwitzer Idole zu eigenen Skulpturen inspirieren. Frank Pergande, Redakteur der FAZ, machte ein Prillwitzer Idol zur Tatwaffe in seinem Regionalkrimi „Der Fluch der Ente“.